# Grammy Awards de 2001
A 43.ª cerimônia anual do Grammy Awards foi realizada em 21 de fevereiro de 2001, no ginásio Staples Center, a cerimônia foi exibida através do canal CBS, sendo apresentado pelo comediante Jon Stewart.

## Vencedores e indicados

### Categorias gerais
| Gravação do Ano - "Beautiful Day" – U2 - "Say My Name" – Destiny's Child - "I Try" – Macy Gray - "Music" – Madonna - "Bye Bye Bye" – *NSync                                        | Álbum do Ano - Two Against Nature – Steely Dan - Midnite Vultures – Beck - The Marshall Mathers LP – Eminem - Kid A – Radiohead - You're the One – Paul Simon |
| Canção do Ano - "Beautiful Day" – U2 - "Breathe (canção de Faith Hill)" – Faith Hill - "I Hope You Dance" – Lee Ann Womack - "I Try" – Macy Gray - "Say My Name" – Destiny's Child | Artista Revelação - Shelby Lynne - Brad Paisley - Papa Roach - Jill Scott - Sisqó                                                                             |

### Pop
| Melhor Performance Vocal Feminina - "I Try" – Macy Gray - "What a Girl Wants" – Christina Aguilera - "Music" – Madonna - "Save Me" – Aimee Mann - "Both Sides Now" – Joni Mitchell - "Oops!...I Did It Again" – Britney Spears | Melhor Performance Vocal Masculina - "She Walks This Earth" – Sting - "You Sang to Me" – Marc Anthony - "Taking You Home" – Don Henley - "She Bangs" – Ricky Martin - "6, 8, 12" – Brian McKnight |
| Melhor Performance por Dupla ou Grupo - "Cousin Dupree" - Steely Dan - "Show Me The Meaning Of Being Lonely" - Backstreet Boys - "Pinch Me" - Barenaked Ladies - "Breathless" - The Corrs - "Bye Bye Bye" - *NSYNC             | Melhor Colaboração Pop com Vocais - "Is You Is, or Is You Ain't (My Baby)" - B.B. King e Dr. John - "Thank God I Found You" - Mariah Carey, 98 Degrees e Joe - "The Difficult Kind" - Sheryl Crow e Sarah McLachlan - "All the Way" - Céline Dion e Frank - "Turn Your Lights Down Low" - Lauryn Hill e Bob Marley |

### R&B
| Melhor Performance Vocal Feminina - "He Wasn't Man Enough" - Toni Braxton - "Try Again - Aaliyah - "Bag Lady" - Erykah Badu - "As We Lay" - Kelly Price - "Gettin' in the Way" - Jill Scott                                                    | Melhor Performance Vocal Masculina - "Untitled (How Does It Feel)" - D'Angelo - "I Wanna Know" – Joe - "I Wish" – R. Kelly - "Stay or Let It Go" – Brian McKnight - "Thong Song" – Sisqó                                |
| Melhor Performance por Dupla ou Grupo com Vocais - "Say My Name" - Destiny's Child - "Pass You By" - Boyz II Men - "911" - Wyclef Jean e Mary J. Blige - "Dance Tonight" - Lucy Pearl - "Coming Back Home" - BeBe Winans, Joe e Brian McKnight | Melhor Álbum de R&B Tradicional - Ear-Resistible - The Temptations - All the Man You Need - Will Downing - Cool - George Duke - That's For Sure - Jeffrey Osborne - Gotta Get the Groove Back - Johnnie Taylor          |
| Melhor Canção R&B - "Say My Name" - Destiny's Child - "Bag Lady" - Erykah Badu - "He Wasn't Man Enough" - Toni Braxton - "Thong Song" - Sisqó - "Untitled (How Does It Feel)" - D'Angelo                                                       | Melhor Álbum R&B - Voodoo - D'Angelo - Nathan Michael Shawn Wanya - Boyz II Men - The Heat - Toni Braxton - My Name Is Joe - Joe - Who Is Jill Scott? Words and Sounds Vol. 1 - Jill Scott - Unleash the Dragon - Sisqó |

### Rock
| Melhor Performance Vocal Feminina - "There Goes the Neighborhood" – Sheryl Crow - "Paper Bag" – Fiona Apple - "Enough Of Me" – Melissa Etheridge - "So Pure" – Alanis Morissette - "Glitter In Their Eyes" – Patti Smith | Melhor Performance Vocal Masculina - "Again" – Lenny Kravitz - "Thursday's Child" – David Bowie - "Things Have Changed" – Bob Dylan - "Workin' It" – Don Henley - "Into The Void" – Nine Inch Nails                            |
| Melhor Performance por Dupla ou Grupo com Vocais - "Beautiful Day" – U2 - "It's My Life" – Bon Jovi - "With Arms Wide Open" – Creed - ""Learn To Fly" – Foo Fighters - "Californication" – Red Hot Chili Peppers         | Melhor Performance Hard Rock - "Guerrilla Radio" – Rage Against the Machine - "American Bad Ass" – Kid Rock - "Take A Look Around (Theme From "M:I-2")" – Limp Bizkit - "Grievance" – Pearl Jam - "Down" – Stone Temple Pilots |
| Melhor Canção de Rock - "With Arms Wide Open" - Creed - "Kryptonite" - 3 Doors Down - "Again" - Lenny Kravitz - "Bent" - Matchbox Twenty - "Californication" - Red Hot Chili Peppers                                     | Melhor Álbum de Rock - There Is Nothing Left to Lose - Foo Fighters - Crush - Bon Jovi - Mad Season - Matchbox Twenty - Return of Saturn - No Doubt - The Battle of Los Angeles - Rage Against the Machine                     |

### Rap
| Melhor Performance Solo de Rap - "The Real Slim Shady" – Eminem - "The Light" – Common - "Party Up (Up in Here)" – DMX - "Shake Ya Ass" – Mystikal - "Country Grammar" – Nelly | Melhor Performance por Dupla ou Grupo - "Forgot About Dre" – Dr. Dre e Eminem - "Alive" – Beastie Boys - "Oooh." – De La Soul e Redman - "The Next Episode" – Dr. Dre e Snoop Dogg - "Big Pimpin'" – Jay-Z e UGK |
| Melhor Canção de Rap | Melhor Álbum de Rap - The Marshall Mathers LP – Eminem - ...And Then There Was X – DMX - Dr. Dre – 2001 – Dr. Dre - Vol. 3... Life and Times of S. Carter – Jay-Z - Country Grammar – Nelly                      |

### Música Latina
| Melhor Álbum Pop Latino - MTV Unplugged - Shakira - Mi Reflejo - Christina Aguilera - Oscar de la Hoya - Oscar de la Hoya - Vivo - Luis Miguel - El Alma al Aire - Alejandro Sanz | Melhor Álbum Tropical Latino - Alma Caribeña - Gloria Estefan - Rhythms for a New Millenium – Alex Acuña y su Acuarela de Tambores - Cuba Linda – Cachao - Tribute to the Cuarteto Patria – Eliades Ochoa - Buena Vista Social Club Presents: Omara Portuondo – Omara Portuondo |